# DeShawn Stevenson
DeShawn Stevenson (født 3. april 1981 i Fresno, Californien, USA) er en amerikansk basketballspiller, der spiller som shooting guard i NBA-klubben Dallas Mavericks. Han har tidligere spillet for både Orlando Magic, Utah Jazz og Washington Wizards.

## Klubber
- 2000-2004: Utah Jazz
- 2004-2006: Orlando Magic
- 2006-2010: Washington Wizards
- 2010- Dallas Mavericks